# Francesco Bertazzoli
Francesco Bertazzoli (ur. 1 maja 1754 w Lugo, zm. 7 kwietnia 1830 w Rzymie) – włoski kardynał.

## Życiorys
Urodził się 1 maja 1754 roku w Lugo. Studiował na Uniwersytecie Bolońskim, gdzie uzyskał doktorat utroque iure. W 1777 roku przyjął święcenia kapłańskie. W 1796 roku powstrzymywał nastroje powstańcze w Lugo przeciwko armii napoleońskiej, a trzy lata później został członkiem miejskiej rady regencyjnej. 24 maja 1802 roku został tytularnym arcybiskupem Şanlıurfy, a sześć dni później przyjął sakrę. Jednocześnie został tajnym skarbnikiem Jego Świątobliwości i Asystentem Tronu Papieskiego. W 1811 roku cesarz mianował go biskupem Piacenzy, jednak nominacja nigdy nie została zatwierdzona. Za jego radą Pius VII podpisał konkordat z Fontainebleau. Po powrocie do Rzymu, został członkiem kilku kongregacji kardynalskich. 10 marca 1823 roku został kreowany kardynałem prezbiterem i otrzymał kościół tytularny Santa Maria sopra Minerva. Rok później został prefektem Kongregacji ds. Studiów. 15 grudnia 1828 roku został podniesiony do rangi kardynała biskupa i otrzymał diecezję suburbikarną Palestrina. Zmarł 7 kwietnia 1830 roku w Rzymie.